# La Côte
La Côte és un municipi francès situat al departament de l'Alt Saona i a la regió de Borgonya - Franc Comtat. L'any 2007 tenia 501 habitants.

## Demografia

### Població
El 2007 la població de fet de La Côte era de 501 persones. Hi havia 216 famílies, de les quals 64 eren unipersonals (28 homes vivint sols i 36 dones vivint soles), 76 parelles sense fills, 68 parelles amb fills i 8 famílies monoparentals amb fills.
La població ha evolucionat segons el següent gràfic:
Habitants censats

### Habitatges
El 2007 hi havia 248 habitatges, 219 eren l'habitatge principal de la família, 7 eren segones residències i 21 estaven desocupats. 235 eren cases i 12 eren apartaments. Dels 219 habitatges principals, 162 estaven ocupats pels seus propietaris, 51 estaven llogats i ocupats pels llogaters i 7 estaven cedits a títol gratuït; 1 tenia una cambra, 4 en tenien dues, 19 en tenien tres, 68 en tenien quatre i 128 en tenien cinc o més. 180 habitatges disposaven pel capbaix d'una plaça de pàrquing. A 83 habitatges hi havia un automòbil i a 102 n'hi havia dos o més.

### Piràmide de població
La piràmide de població per edats i sexe el 2009 era:
| Homes | Edats   | Dones |
| ----- | ------- | ----- |
| 0     | 95 o +  | 0     |
| 0     | 90 a 94 | 0     |
| 4     | 85 a 89 | 4     |
| 4     | 80 a 84 | 8     |
| 0     | 75 a 79 | 16    |
| 4     | 70 a 74 | 12    |
| 16    | 65 a 69 | 24    |
| 12    | 60 a 64 | 16    |
| 12    | 55 a 59 | 12    |
| 20    | 50 a 54 | 4     |
| 8     | 45 a 49 | 24    |
| 16    | 40 a 44 | 24    |
| 16    | 35 a 39 | 28    |
| 20    | 30 a 34 | 12    |
| 8     | 25 a 29 | 8     |
| 16    | 20 a 24 | 4     |
| 12    | 15 a 19 | 20    |
| 8     | 10 a 14 | 8     |
| 20    | 5 a 9   | 12    |
| 28    | 0 a 4   | 16    |

## Economia
El 2007 la població en edat de treballar era de 314 persones, 236 eren actives i 78 eren inactives. De les 236 persones actives 222 estaven ocupades (124 homes i 98 dones) i 14 estaven aturades (2 homes i 12 dones). De les 78 persones inactives 35 estaven jubilades, 20 estaven estudiant i 23 estaven classificades com a «altres inactius».

### Ingressos
El 2009 a La Côte hi havia 229 unitats fiscals que integraven 516 persones, la mediana anual d'ingressos fiscals per persona era de 17.233 €.

### Activitats econòmiques
Dels 21 establiments que hi havia el 2007, 1 era d'una empresa alimentària, 1 d'una empresa de fabricació d'elements pel transport, 6 d'empreses de fabricació d'altres productes industrials, 1 d'una empresa de construcció, 4 d'empreses de comerç i reparació d'automòbils, 2 d'empreses d'informació i comunicació, 2 d'empreses financeres, 1 d'una empresa immobiliària, 1 d'una empresa de serveis i 2 d'empreses classificades com a «altres activitats de serveis».
Dels 4 establiments de servei als particulars que hi havia el 2009, 1 era un taller de reparació d'automòbils i de material agrícola, 1 guixaire pintor, 1 perruqueria i 1 agència immobiliària.
Dels 3 establiments comercials que hi havia el 2009, 1 era una botiga de menys de 120 m², 1 una fleca i 1 una joieria.
L'any 2000 a La Côte hi havia 3 explotacions agrícoles.

## Equipaments sanitaris i escolars
El 2009 hi havia una escola elemental integrada dins d'un grup escolar amb les comunes properes formant una escola dispersa.

## Poblacions més properes
El següent diagrama mostra les poblacions més properes.